# Gyémánt László (festő)
Gyémánt László (Budapest, 1935. július 26.–) Kossuth-díjas magyar festőművész, grafikus.

## Életpályája
A budapesti Képzőművészeti Gimnáziumba járt Viski Balás László tanítványaként   Nála sajátította el a kötelező akadémikus rajztudást és a virtuóz technikát. 1957-től 1963-ig a  Magyar Képzőművészeti Főiskolán Pap Gyula és Hincz Gyula voltak a mesterei. Kezdeti munkái, főiskolai művei is mesterművek. Rajzait Barcsay alakos tanulmányaihoz mérték, festészeti készségét pedig Karlovszky Bertalanéhoz hasonlították. Pályafutását a Csernus Tibor által kezdeményezett Magyar Szürrealisták csoportjában kezdte. Az 1960-as évek elején pop-art hatású  montázsszerű, szürreális-naturalista képeket alkotott. Fenegyereknek számított a féldiktatúra szemében. Pályája elejétől egyaránt jellemzi az oldottabb festésmód és a naturálisan precíz ecsetkezelés, a színes és a sötétbarnás, többnyire tónusosan festett képek sorozata. 1964-től minden országos jellegű tárlaton szerepelt, 1965-ben a bécsi Europahausban állított ki.  1966-ban a bécsi Fuchs Galériában lett volna kiállítása, találkozhatott volna Salvador Dalíval, de nem kapott útlevelet. 1968-ban hivatalosan hívták a hollandiai Magyar Napokra kiállítani, de mást küldtek helyette. Ugyanebben az évben a zebegényi szabadiskola egyik alapítójaként tevékenykedett. Szintén 1968-ban személyesen Aczél György tiltatta be Gyémánt kiállítását a legendás Eötvös-klubban, méghozzá a megnyitó napján. A három té korszakában a tiltott kategóriában szerepelt.
Festészetének fő vonala az 1960-as évektől folyamatosan alkotott dzsesszképek sorozata. 1970-ben egy kölni csoportos tárlat résztvevője, ahol a tartózkodási engedélye meghosszabbításáért folyamodott. Amikor azt a magyar követség megtagadta, Londonba költözött ahol politikai menedéket kért, majd megszervezte a Group Five nevű művészeti csoportot. 1973-ban Bécsbe települt át és magánrajziskolát nyitott. Hat év után megkapta az osztrák állampolgárságot. Távollétében itthon két év négy hónap börtönbüntetésre ítélték.
1982-ben hazatért. Hazatérését követően ismét tevékenyen részt vett a hazai művészeti életben. A Művészeti Alap tagja, 1986-ban sikeres gyűjteményes kiállítása volt a Műcsarnokban. 1987-ben megalapította az Óbudai festőiskolát.

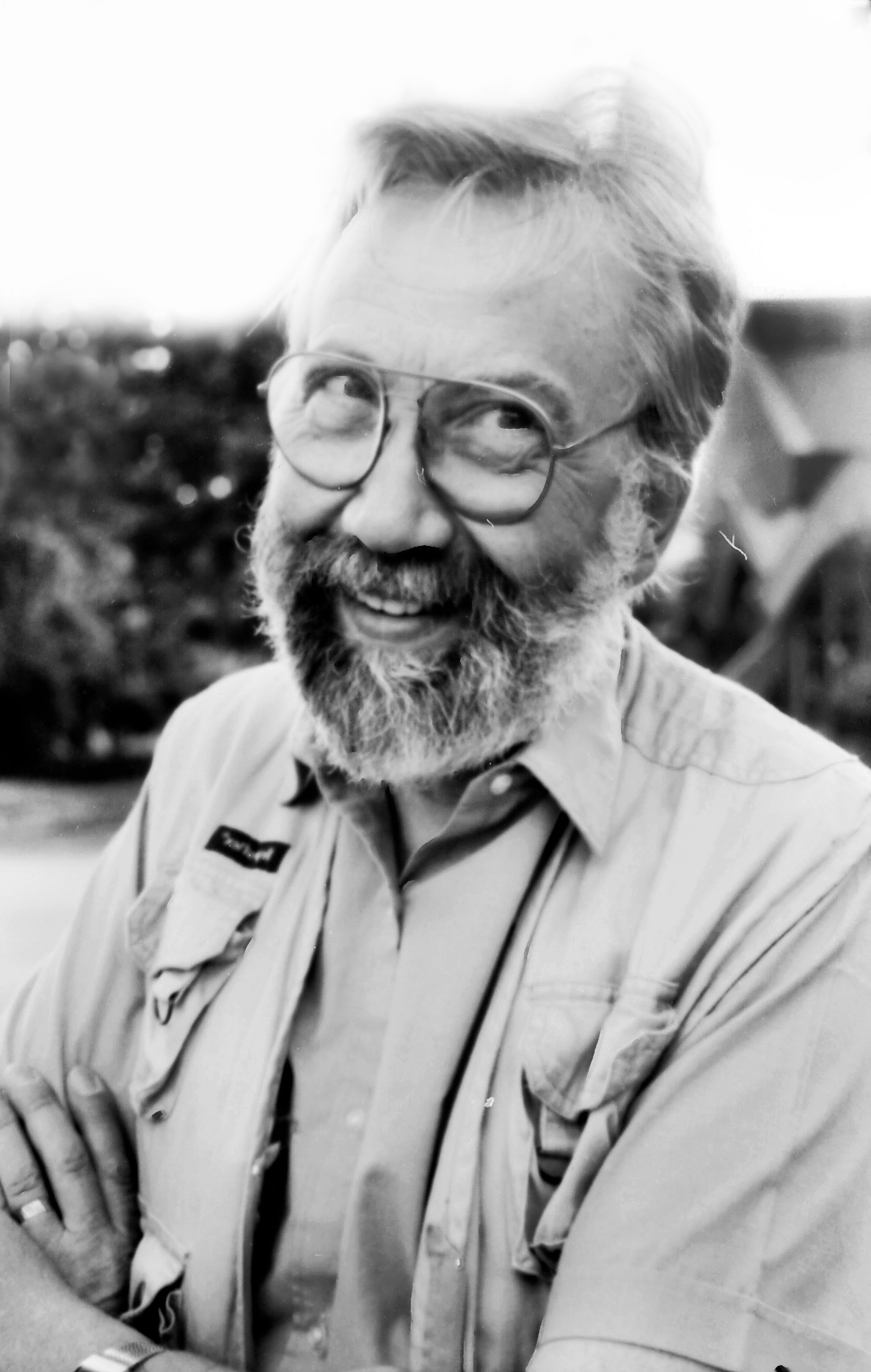
Rózsavölgyi Gyöngyi felvétele

Stílusa 1989-es amerikai útja után vált oldottabbá. Ekkor nagyméretű képeket festett. Nevezetesek dzsessztárgyú képei, számos híres dzsessz-, illetve rockzenészről készített portrét.
Gyémánt László szívesen festi művésztársait. Például Darvas Ivánt és Garas Dezsőt, azaz Vladimirt és Estragont a Darvas rendezte, emlékezetes Godot-ban. Ennek az előadásnak Gyémánt László volt a díszlet- és jelmeztervezője. De készített portrét – többek között – Amerigo Totról, Frank Jánosról, Határ Győzőről, Kállai Ferencről, Menzelről, Kertész Imréről, Faludy Györgyről, Markó Ivánról, Psota Irénről, Székhelyi Józsefről, Eszenyi Enikőről és Szabó Istvánról is. Kft. című festményén Roosevelt, Churchill és Sztálin látható, Jaltában. Ez a kép – sok más Gyémánt-festménnyel együtt – a Magyar Nemzeti Galéria tulajdonában van, ahol Blues in the Night című képe is látható.
Fotózással is foglalkozik, fotóit felhasználja képeihez amelyeket gyémántográfiának nevez. Díszlettervezéssel és reklámgrafikával is foglalkozik, de rézkarcokat is készít.
Művei hazai és külföldi múzeumokban találhatók.

## Díjai
- A Magyar Köztársasági Érdemrend kiskeresztje (1994)
- Gundel művészeti díj (2006)
- Prima díj (2008)
- Érdemes művész (2009)
- Kossuth-díj (2015)

## Egyéni kiállítások
- 1965 – Fiatal Művészek Klubja, Budapest [Szalay Zoltánnal] (kat.)
- 1967 – Mednyánszky Terem, Budapest (kat.)
- 1968 – Eötvös Klub, Budapest - Budafoki Művelődési Ház, Budapest [Zeisel Magdával]
- 1969 – Nemzetközi Jazz Fesztivál, Nagykőrös
- 1970 – Képcsarnok, Győr
- 1971 – Zydler Gallery, London
- 1972 – Bristol Arts Centre -RIBA Divertissiment, London - Woodstock Gallery, London - Tiad Arts Centre, Bishop's Stortford (GB)
- 1973 – Amerikahaus, Bécs
- 1974 – Camden Arts Centre, London -Holborn Library, London - alerie in der Blutgasse, Bécs - Glerie Wolfrum, Bécs
- 1977 – Galerie Romanum, Bécs - Erste Österreichische Sparkasse, Bécs
- 1978 – Stadtmuseum, Wels (A) - Galerie Romanum, Bécs
- 1980 – Uitz Terem [Kárpáti Évával], Dunaújváros - Művelődési Ház [Kárpáti Évával], Nagymaros - Fészek Klub, Budapest
- 1981 – József Attila Színház
- 1982 – Csontváry Terem, Pécs
- 1983 – Dési Huber Terem, Veszprém -Liszt Ferenc Kulturális Központ, Ózd - Bástya Galéria, Budapest
- 1984 – Csók Galéria, Budapest [Kárpáti Évával] (kat.) - Szilády Galéria, Kiskunhalas
- 1985 – Műcsarnok, Budapest -Hincz-gyűjtemény, Vác
- 1986 – Collegium Hungaricum, Bécs - Mednyánszky Terem, Budapest
- 1987 – Mészöly Terem, Székesfehérvár
- 1988 – Csontváry Terem, Pécs
- 1989 – Vár Galéria, Simontornya
- 1991 – Vasarely Múzeum, Budapest (kat.)
- 1992 – Improvizáció, Szt. Kristóf Jazz Galéria, Budapest - Dzsesszimprovizáció, Mithras Galéria, Aquincum Hotel, Budapest
- 1993 – Galéria, Tamási [Urbán Györggyel] - Újpesti Galéria, Budapest
- 1994 – Improvizáció és pop-nosztalgia, MHB IMMO Art Galéria, Budapest Ferihegyi repülőtér, Budapest
- 1996 – Palotaszálló, Lillafüred
- 1997 – B mint Blues, Suzuki Ház Galéria, Budapest
- 1998 – Kempinski Galéria, Budapest
- 2012 – Kecskeméti Kulturális és Konferencia Központ, Kecskemét

## Válogatott csoportos kiállítások
- 1964-től Stúdió kiállítás, Ernst Múzeum, Budapest
- 1965 III. Nemzetközi kiállítás, Europahaus, Bécs -Trompe l'oel, Galerie Peithner-Lichtenfelds, Bécs
- 1965-től 10. Magyar Képzőművészeti kiállítás, Műcsarnok, Budapest
- 1967 Jazztől inspirált festők és szobrászok bemutatója, Fiatal Művészek Klubja, Budapest
- 1968 Stúdió '58-68, Műcsarnok, Budapest
- 1969 Szürenon, Kassák Művelődési Ház, Budapest -Progresszív törekvésű festők és szobrászok kiállítása, József Attila Művelődési Ház, Budapest
- 1970 Magyar művészek kiállítása, Galerie Baukunst, Köln
- 1972 Group Five, RIBA Divertissiment, London
- 1975 Angewandte Kunst, Österreichisches Museum, Bécs
- 1979 Szürenon 1969-1979, Kassák Művelődési Ház, Budapest
- 1982 Országos Képzőművészeti kiállítás, Műcsarnok, Budapest -I. Országos Rajzbiennálé, Nógrádi Sándor Múzeum, Salgótarján
- 1983 A kibontakozás évei 1960 körül, Csók Képtár, Székesfehérvár
- 1983-tól Országos Táblakép Biennálé, Móra Ferenc Múzeum, Szeged
- 1984 Országos Képzőművészeti kiállítás '84. A huszadik század magyar képzőművészete, Műcsarnok, Budapest
- 1985 40 alkotó év, Műcsarnok, Budapest -Kompozíciók. Modern magyar festészet, SFB, Berlin
- 1988 - Tavaszi Tárlat, Magyar Képzőművészek és Iparművészek Szövetsége, Műcsarnok, Budapest - Feltámasztott mimézis, Görög templom, Vác
- 1989 - Téli Tárlat '89, Magyar Képzőművészek és Iparművészek Szövetsége, Műcsarnok, Budapest - Kortárs magyar művészet, Neue Galerie, Aachen
- 1991 - Hatvanas évek. Új törekvések a magyar képzőművészetben, Magyar Nemzeti Galéria, Budapest
- 1997 - Magyar Szalon '97, Műcsarnok, Budapest.

## Művek közgyűjteményekben
- Herman Ottó Múzeum, Miskolc
- Szent István Király Múzeum, Székesfehérvár
- Ludwig Múzeum, Aachen (Németország)
- Magyar Nemzeti Galéria, Budapest
- Nógrádi Múzeum, Salgótarján
- Petőfi Irodalmi Múzeum, Budapest
- Sárospataki Képtár
- Szombathelyi Képtár, Szombathely
- Városi Múzeum, Wels (Ausztria)